# لي غريغوري
لي غريغوري (بالإنجليزية: Lee Gregory)‏ (26 أغسطس 1988 بشفيلد في المملكة المتحدة - ) هو لاعب كرة قدم بريطاني في مركز الهجوم. لعب مع نادي ميلوول ونادي مانسفيلد تاون ونادي هاروجيت تاون وإف سي هاليفاكس تاون وGlapwell F.C. ‏ وStaveley Miners Welfare F.C. ‏.

## وصلات خارجية
- لي غريغوري على موقع قاعدة بيانات كرة القدم.إي يو (الإنجليزية)
- لي غريغوري على موقع Soccerbase.com (لاعب) (الإنجليزية)
- لي غريغوري على موقع Soccerway.com (الإنجليزية)